# Acela Express

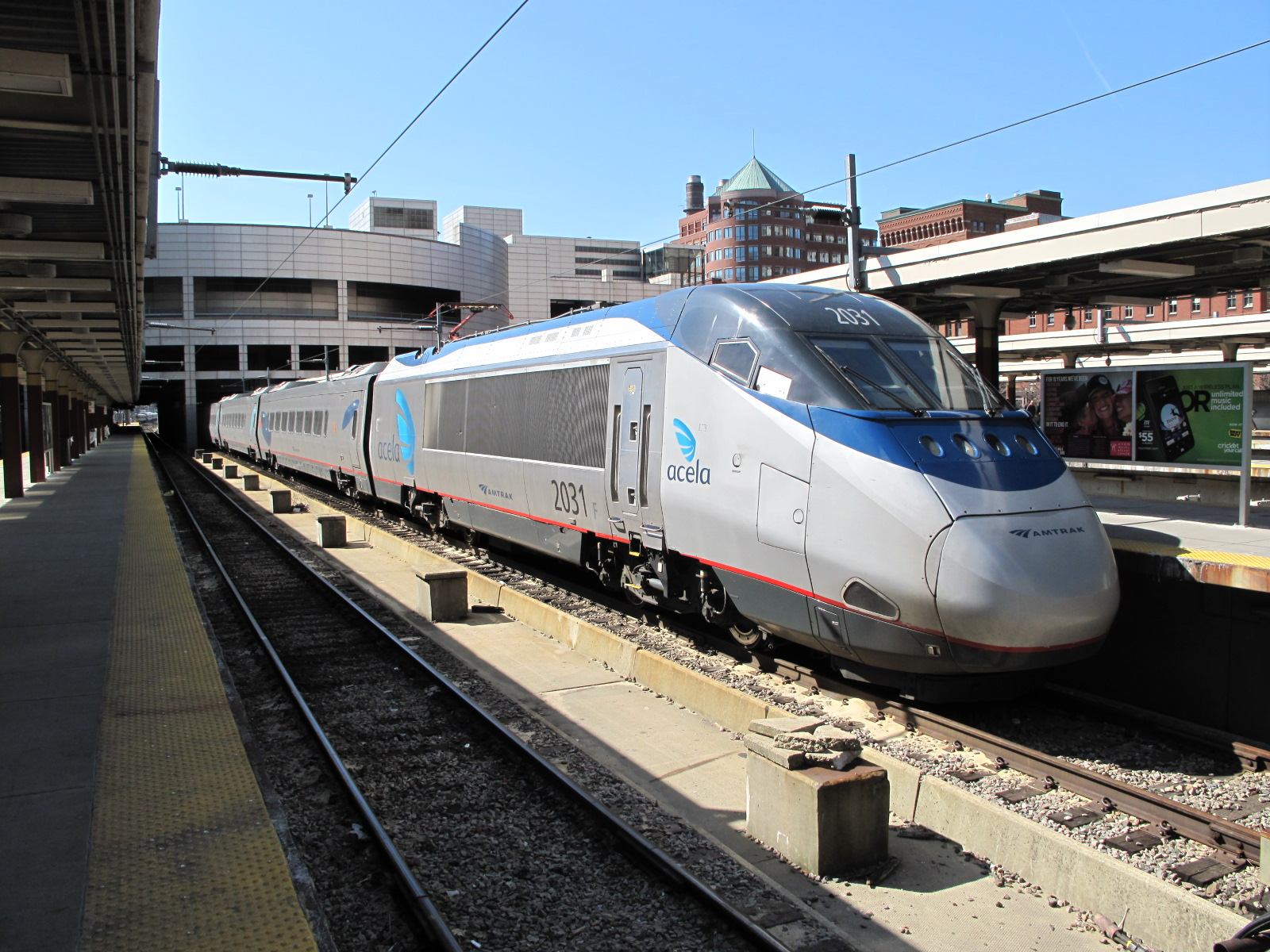
Поїзд Acela Express в Бостоні

Acela Express (або коротко Acela) — американський пасажирський швидкісний поїзд, який належить фірмі Amtrak. Його максимальна швидкість становить 150 миль/год (240 км/год), хоча середня швидкість удвічі нижче, і він є практично єдиним високошвидкісним поїздом на американському континенті. При цьому Acela експлуатується на звичайних (але реконструйованих) лініях, у зв'язку з чим потяг обладнаний пристроями для нахилу кузова, що дозволяє краще вписуватися на високій швидкості в криві малого радіуса.
Регулярна експлуатація поїздів Acela розпочалася 11 грудня 2000 року. Вони курсують на північному сході США від Вашингтона через Балтімор, Філадельфію і Нью-Йорк до Бостона, долаючи шлях в 734 км (456 миль) за 7 годин. Поїзд становить серйозну конкуренцію літакам. Так, на частку Acela Express припадає близько половини всього пасажиропотоку між Вашингтоном і Нью-Йорком, а також 37% пасажиропотоку між Нью-Йорком і Бостоном.
У середньому за рік високошвидкісні поїзди Acela перевозять близько 3 мільйонів пасажирів.